# Steleocerellus rufus
Steleocerellus rufus är en tvåvingeart som först beskrevs av Oswald Duda 1930.  Steleocerellus rufus ingår i släktet Steleocerellus och familjen fritflugor. Inga underarter finns listade i Catalogue of Life.